# Power Mac
Power Mac of Power Macintosh is een serie computers van de Amerikaanse fabrikant Apple die gebruik maken van de PowerPC-processor. De eerste Power Macintosh werd geïntroduceerd in 1994, ter opvolging van de Macintosh Quadra-serie die gebaseerd was op de 68040-processor van Motorola.
Power Macs draaien Mac OS en sinds 2001 ook het besturingssysteem Mac OS X (tot en met versie 10.5). Net als bij andere Apple-computers draait Windows niet op de Power Mac. Wel bestaat de mogelijkheid om er een x86-emulator op te installeren die Windows kan draaien. De populairste van deze is VirtualPC.
In 2006 werd de Power Mac-serie opgevolgd door de Mac Pro-serie met Intel Xeon-processoren.

## Geschiedenis

### Ontwikkeling
De benaming Power Mac is afkomstig van de PowerPC-processor die binnenin alle Power Macs draait. PowerPC is een RISC-processorarchitectuur die ontwikkeld werd door de Apple-IBM-Motorola alliantie uit 1991. De beslissing van Apple om over te stappen naar een RISC-architectuur kaderde in een algemene verschuiving in de computerindustrie eind jaren tachtig, waar de RISC gebaseerde werkstations van Sun Microsystems, Hewlett-Packard en IBM aanzienlijk betere prestaties leverden dan systemen op basis van zowel Motorola 68020- en 68030-processoren als Intel 80386- en 80486-processoren.
De eerste publieke demonstratie van een Power Macintosh-prototype vond plaats in oktober 1992. In de maanden daarna werden drie modellen gepland: het instapmodel 6100 in een behuizing van de Quadra 610, de mid-range 7100 in de desktopbehuizing van de Macintosh IIvx en het topmodel 8100 gebaseerd op de mini-towerbehuizing van de Quadra 800. Een vierde project, de Power Macintosh Upgrade Card, dat in juli 1993 gestart werd had als doel om bestaande Centris- en Quadra-modellen op een eenvoudige manier van een PowerPC-processor te voorzien. Dit was vooral belangrijk voor de Quadra 700, 900 en 950 die geen nieuw moederbord konden krijgen. Computers waar deze kaart geïnstalleerd werd kregen nieuwe namen, zoals "Power Macintosh 700" of "Power Macintosh 950".

### Marktintroductie
De eerste Power Macintosh werd voorgesteld op 14 maart 1994 en was gebaseerd op de PowerPC 601, de eerste processor uit de PowerPC-processorfamilie. Deze machine gebruikte een aangepaste versie van System 7 waarin delen van de bestaande Macintosh Toolbox ROM herschreven werden in PowerPC-code in plaats van een 680x0-processor te emuleren. Dit zorgde voor een aanzienlijke prestatieverbetering voor bepaalde veelgebruikte onderdelen van het besturingssysteem zoals QuickDraw.
In 1995 volgden de eerste modellen die op de PowerPC 603-processor gebaseerd waren. Er werden ook Performa-varianten van de Power Macintosh gemaakt, waarmee de praktijk werd voortgezet om Macintosh-modellen te rebranden voor verkoop via grootwarenhuizen en elektronicaketens.
Halverwege 1995 had de Power Macintosh-lijn alle eerdere Macintosh-modellen bijna volledig verdrongen, met uitzondering van de high-end Quadra 950 en twee goedkope modellen voor het onderwijs. De markt voor "versnellerkaarten" voor 680x0 Macs verdween grotendeels vanwege de relatief lage prijs van Apple's Macintosh Processor Upgrade Card. Apple bood ook volledige vervangingen van het moederbord aan voor diverse Macintosh-modellen. Macintosh-klonen van bedrijven als Power Computing, Radius en UMAX kwamen in die tijd ook op de markt en waren meestal goedkoper dan de modellen van Apple.

### Overgang naar standaard hardware
Bij zijn introductie in 1994 bevatte de Power Macintosh dezelfde interne en externe uitbreidingsmogelijkheden als alle andere Macintosh-modellen. Deze interfaces waren stuk voor stuk volledig ontworpen door Apple of grotendeels exclusief in gebruik door Apple-computers. In de loop van de volgende vijf jaar zou Apple al deze interfaces vervangen door standaard interfaces en connectoren.
De eerste generatie Power Macintoshes werd geleverd met NuBus-slots, maar tegen het einde van 1993 was het al duidelijk geworden dat de PCI-bus van Intel de algemeen gebruikte standaard zou worden.
De tweede generatie Power Macintoshes uit 1995, de zogenaamde "Power Surge"-lijn, gebruikte PCI-slots. Ook de Power Macintosh 5400 alles-in-één-serie uit 1996 was voorzien van PCI-slots. Door het succes van de Macintosh-kloonmarkt produceerde Apple zelf ook een goedkope Power Macintosh 4400 op basis van standaard onderdelen voor de Wintel-desktopmarkt: zo had de 4400 een behuizing van gebogen plaatstaal en een standaard ATX-voeding.
Naast de omschakeling naar PCI begon Apple ook aan een geleidelijke overgang van SCSI-harde schijven naar goedkopere IDE-harde schijven. De Power Macintosh 5200 en 6200 instapmodellen waren de eerste die interne IDE-schijven gebruikten, hoewel ze ook nog steeds een externe SCSI-connector hadden. De beige Power Macintosh G3-modellen waren de laatste met standaard SCSI-schijven en een externe SCSI-connector. Bij de introductie van de blauw en witte Power Mac G3 in 1999 werd de SCSI-poort definitief geschrapt en vervangen door twee FireWire 400-poorten.
De blauw en witte G3 was ook de laatste Macintosh met ADB-poorten. De machine had eveneens twee USB-poorten, waardoor dit de enige Power Macintosh was met zowel ADB als USB.
Een andere poort die afgevoerd werd was de AAUI-poort. Dit was een variant van de standaard Attachment Unit Interface die een dure externe transceiver vereiste om een verbinding te maken met een ethernet-netwerk. Halverwege 1995 werden Power Macintoshes uitgerust met zowel een AAUI-poort als een standaard 10BASE-T-connector. De Power Macintosh G3 had geen AAUI-poort meer.
De Power Mac G4 (AGP) die in de tweede helft van 1999 op de markt kwam was de eerste Power Macintosh met uitsluitend interne en externe uitbreidingsmogelijkheden die voldeden aan industriestandaarden.

### Einde van de Power Macintosh
Op Apples jaarlijkse Worldwide Developers Conference, gehouden in San Francisco in juni 2005, kondigde toenmalig Apple CEO Steve Jobs aan dat vanaf 2006 alle Macintosh-computers zouden worden uitgerust met Intel x86-processors. Het gebruik van Intel-processors betekende dat Microsoft Windows zonder emulator kon draaien op deze machines. Om dit mogelijk te maken bracht Apple in april 2006 zijn Boot Camp-software uit. Deze software voor Intel Macs stelt een gebruiker in staat om Windows Vista, Windows 7, Windows 8 en Windows 10 te installeren en bevat hiertoe specifieke stuurprogramma's die de Mac-hardware ondersteunen. Mac OS X kon echter niet op elke willekeurige Intel PC draaien, gezien alle Intel Macs een speciale TPM-chip bevatten waarop gecontroleerd wordt bij installatie. Toch zijn er bepaalde omwegen die het mogelijk maken om Mac OS X op een niet-Apple computer te installeren, dit is echter in strijd met de licentievoorwaarden van Apple. Op 26 oktober 2007 werd Mac OS X 10.5 Leopard gelanceerd, Boot Camp zat hierin ingebouwd.
Op de Worldwide Developers Conference van 2006 werd de opvolger van de Power Mac G5 geïntroduceerd. Deze draait op Intel Xeon-processors en is de laatste Apple-computer die de overstap van PowerPC naar Intel-processor gemaakt heeft. Om alle verwijzingen naar PowerPC te elimineren kreeg de computer een nieuwe naam: Mac Pro.

## Modellen
In de naamgeving die Apple aanvankelijk gebruikte voor de Power Macintosh stond het eerste cijfer voor de reeks: 9 voor een grote tower-behuizing, 8 voor een mini-tower, 7 voor een klassieke desktopbehuizing, 6 voor een "pizzabox"-behuizing en 5 voor een alles-in-één-behuizing. Binnen een serie betekende een groter nummer een model met meer opties en mogelijkheden. Het nummer na de schuine streep gaf de CPU-snelheid aan. Modellen met bijkomende audio- en videomogelijkheden kregen het suffix "AV". Dit suffix werd vanaf de tweede generatie achterwege gelaten. Bij de introductie van de derde generatie veranderde Apple de naamgeving, waarbij de naam voortaan bestond uit de generatie van de PowerPC-processor in combinatie met een typerend kenmerk van de computer.

### Eerste generatie (1994-1996)
De eerste generatie Power Macintosh-modellen gebruikten de PowerPC 601-processor, namen de behuizing van hun pre-PowerPC voorgangers over en waren uitgerust met dezelfde Apple-specifieke uitbreidingsmogelijkheden zoals NuBus-slots, ADB-poorten, seriële poorten en een externe SCSI-connector. Dit vertaalde zich ook in de naam van de machines: de Power Macintosh 6100/60 gebruikte bijvoorbeeld de behuizing van de Quadra 610 en had een 60 MHz CPU. Modellen met "AV" in hun naam waren varianten met uitgebreide audio- en videomogelijkheden. Modellen met "PC Compatible" in hun naam bevatten een aparte kaart met een x86-compatibele CPU die toeliet om MS-DOS en Windows 3.1 te draaien. Modellen van de eerste generatie worden gewoonlijk aangeduid als Old World ROM-computers.
Dit waren overigens de enige Power Macintosh-modellen waarvan de video-poort een speciale HDI-45 connector was in plaats van de gebruikelijke DA-15 connector. Het Apple AudioVision 14 Display is de enige monitor van Apple met een HDI-45 connector, voor andere schermen was een speciale adapter nodig. 
- Power Macintosh 6100/60, 60AV, 66, 66AV (1994-1996)
- Power Macintosh 7100/66, 66AV, 80, 80AV (1994-1996)
- Power Macintosh 8100/80, 80AV, 100, 100AV, 110 (1994-1995)

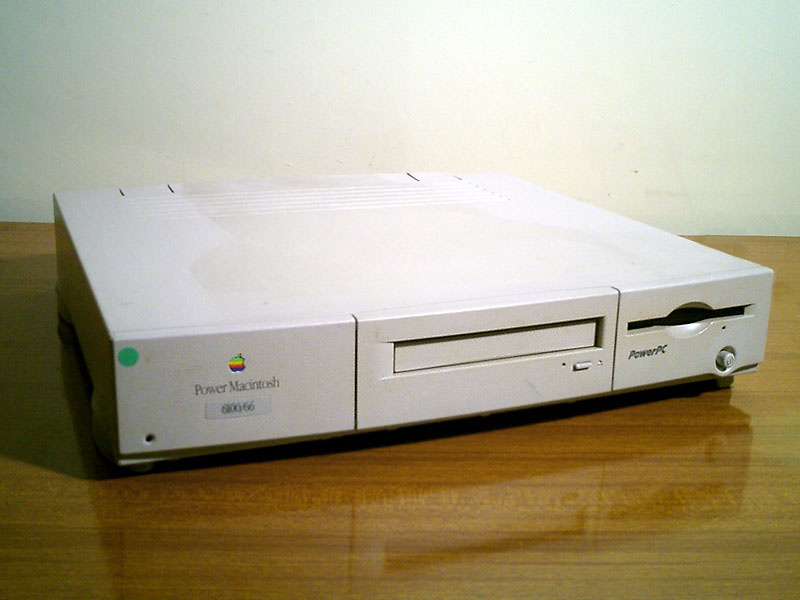
Power Macintosh 6100/66 met een behuizing op basis van de Quadra 610
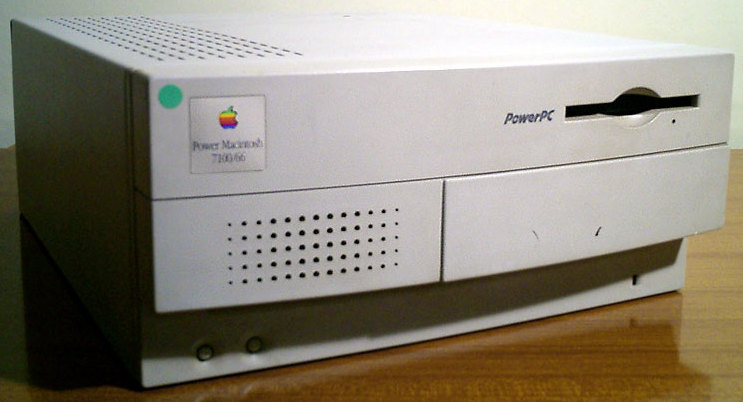
Power Macintosh 7100/66 met een behuizing op basis van de Macintosh IIvx
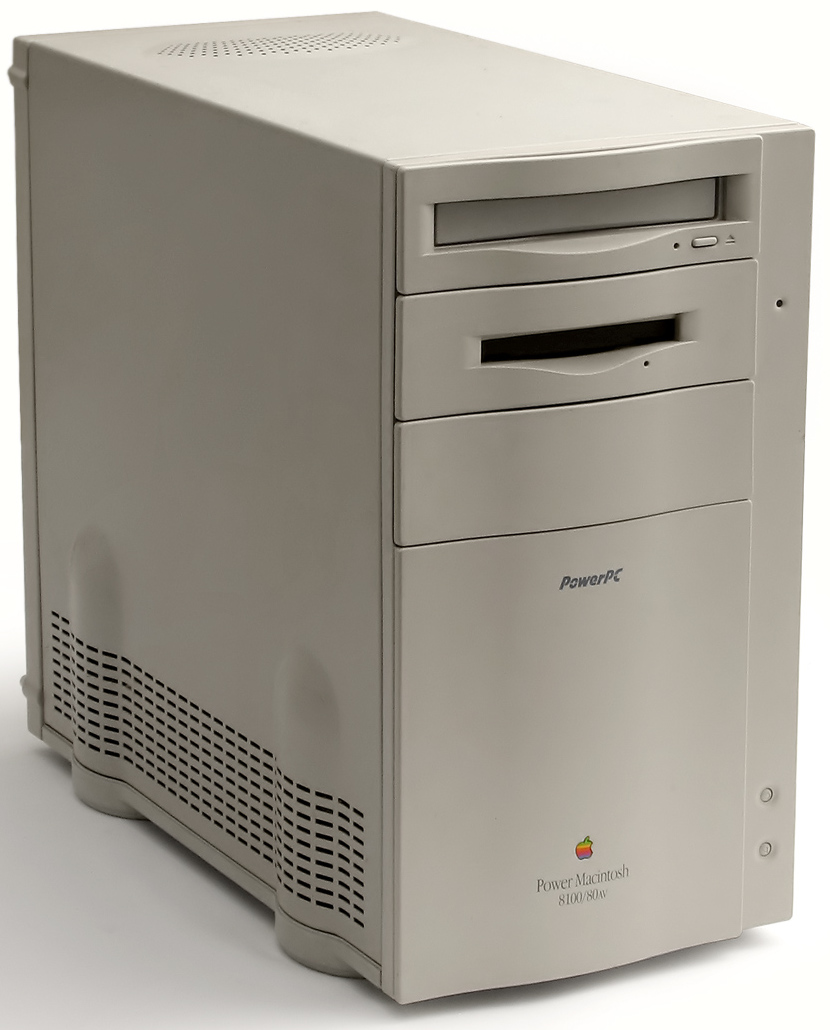
Power Macintosh 8100/80AV met een behuizing op basis van de Quadra 800

### Tweede generatie (1995-1998)
De tweede generatie Power Macintosh-modellen zijn eveneens Old World ROM-modellen maar ze beschikten wel al over Open Firmware, waardoor het iets gemakkelijker werd om naast Mac OS ook andere besturingssystemen te installeren. Ze gebruikten aanvankelijk PowerPC 601- en 603-processoren en later ook de snellere PowerPC 603e-, 604- en 604e-processoren. De NuBus-slots werden vervangen door standaard PCI-slots en de video-poort was opnieuw een DA-15 connector.
- Power Macintosh 4400/160, 200 (1996-1998)
- Power Macintosh 5200/75 LC (1995-1997)
- Power Macintosh 5260/100, 120 (1996-1997)
- Power Macintosh 5300/100 LC (1995-1997)
- Power Macintosh 5400/120, 180, 200 (1996-1998)
- Power Macintosh 5500/225, 250, 275 (1997-1998)
- Power Macintosh 6200/75 (1995-1997)
- Power Macintosh 6300/120, 160 (1996-1997)
- Power Macintosh 6400/180, 200 (1996-1997)
- Power Macintosh 6500/225, 250, 275, 300 (1997-1998)
- Power Macintosh 7200/75, 90, 120 (1995-1997)
- Power Macintosh 7300/166, 180, 200 (1997)
- Power Macintosh 7500/100 (1995-1996)
- Power Macintosh 7600/120, 132, 200 (1996-1997)
- Power Macintosh 8200/100, 120 (1996-1997)
- Power Macintosh 8500/120, 132, 150, 180 (1995-1997)
- Power Macintosh 8600/200, 250, 300 (1997-1998)
- Power Macintosh 9500/120, 132, 150, 180MP, 200 (1995-1997)
- Power Macintosh 9600/200, 200MP, 233, 300, 350 (1997-1998)
- Twentieth Anniversary Macintosh (1997-1998)

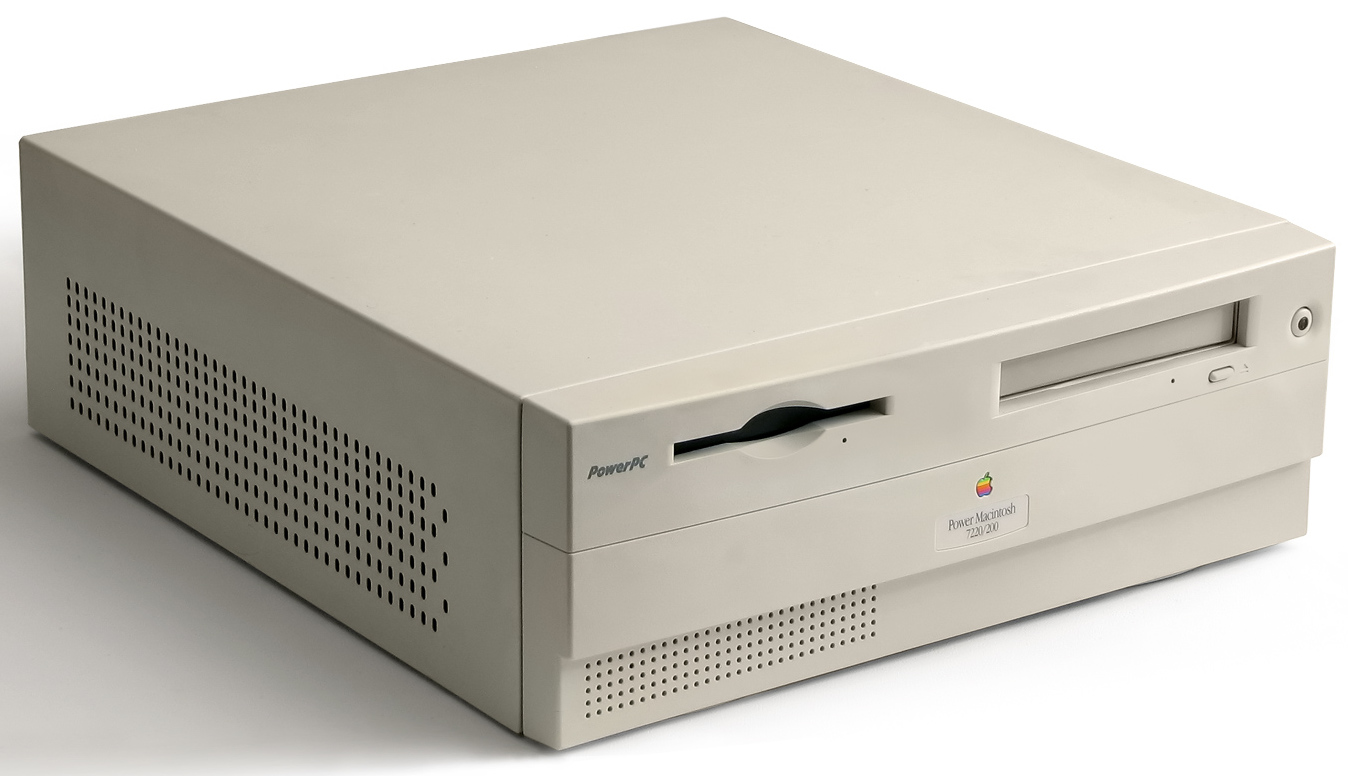
Power Macintosh 7220 (in sommige delen van de wereld verkocht als Power Macintosh 4400)
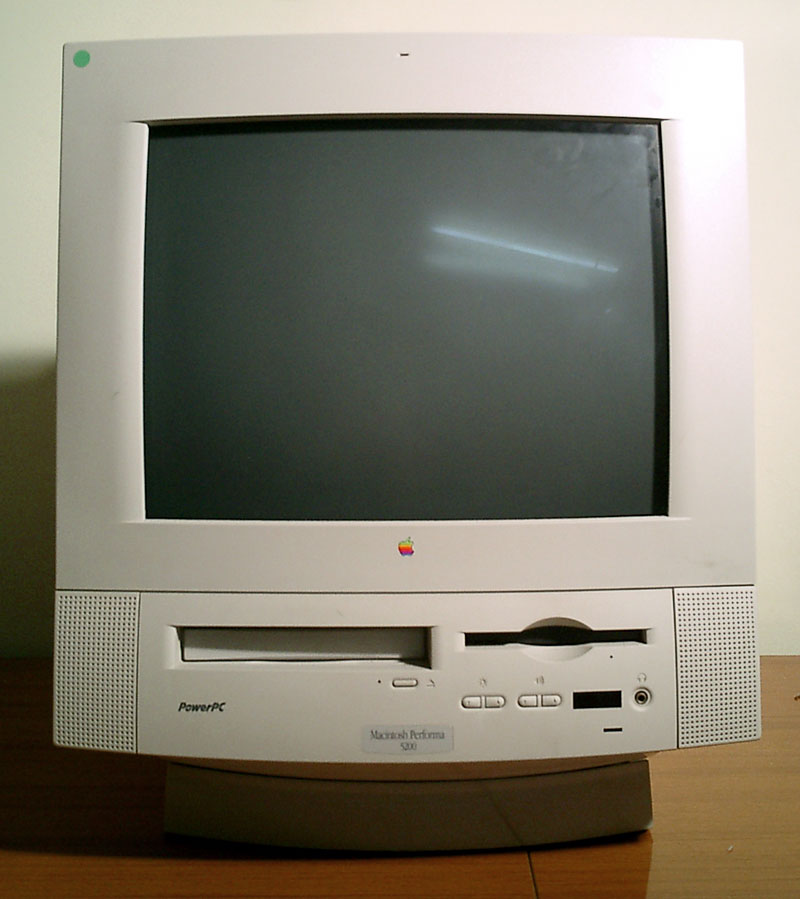
Power Macintosh 5200 LC (hier afgebeeld als Macintosh Performa 5200)
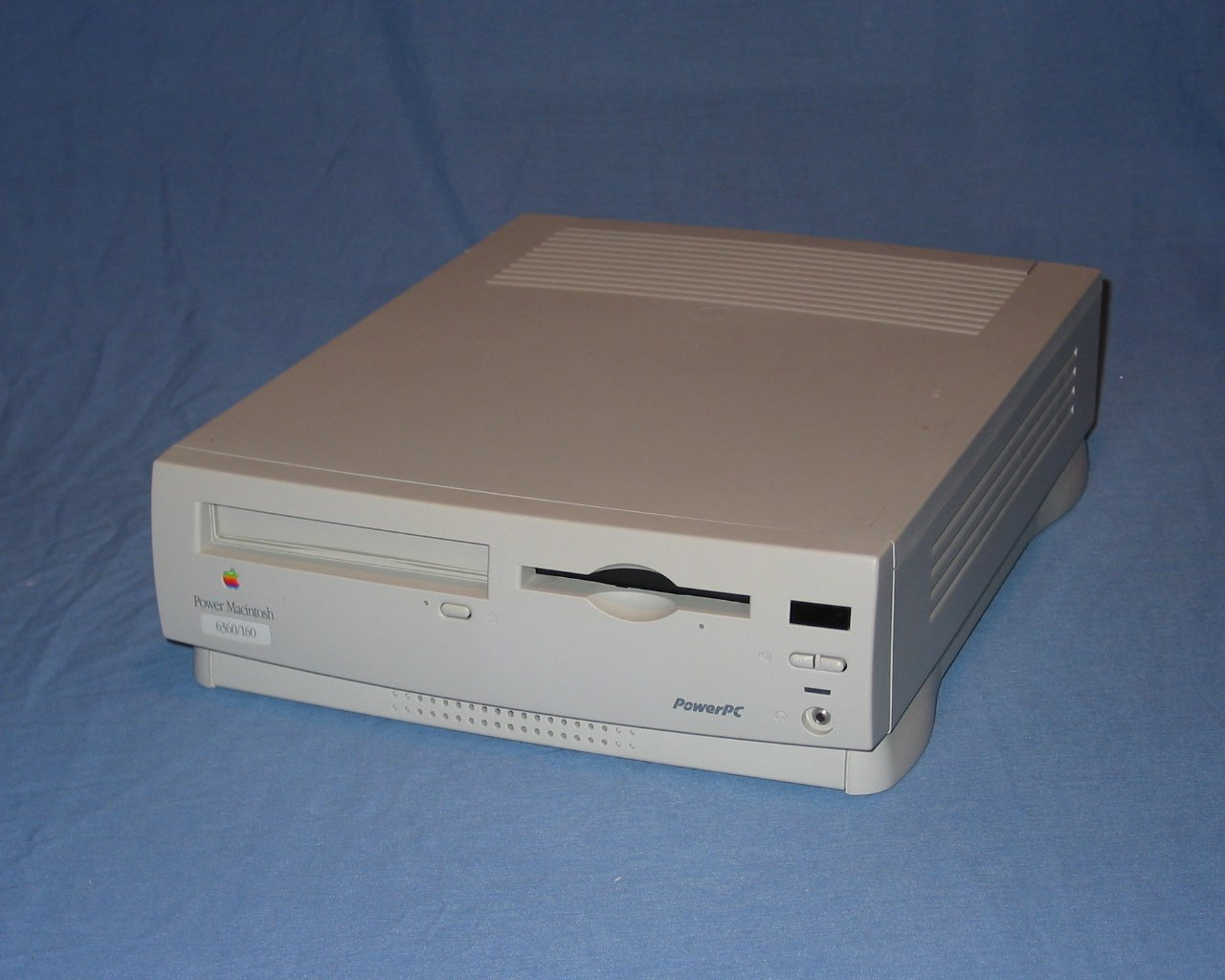
Power Macintosh 6360/160
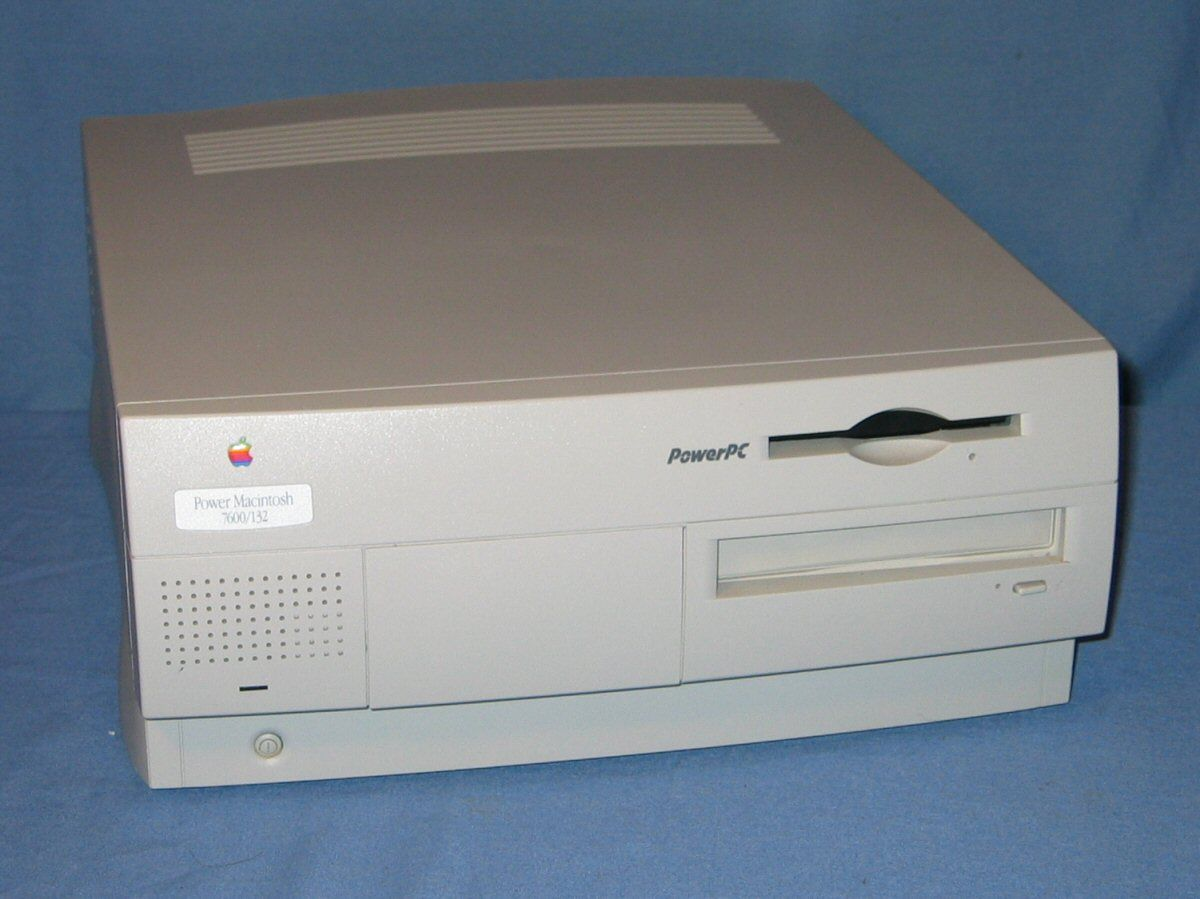
Power Macintosh 7600/132
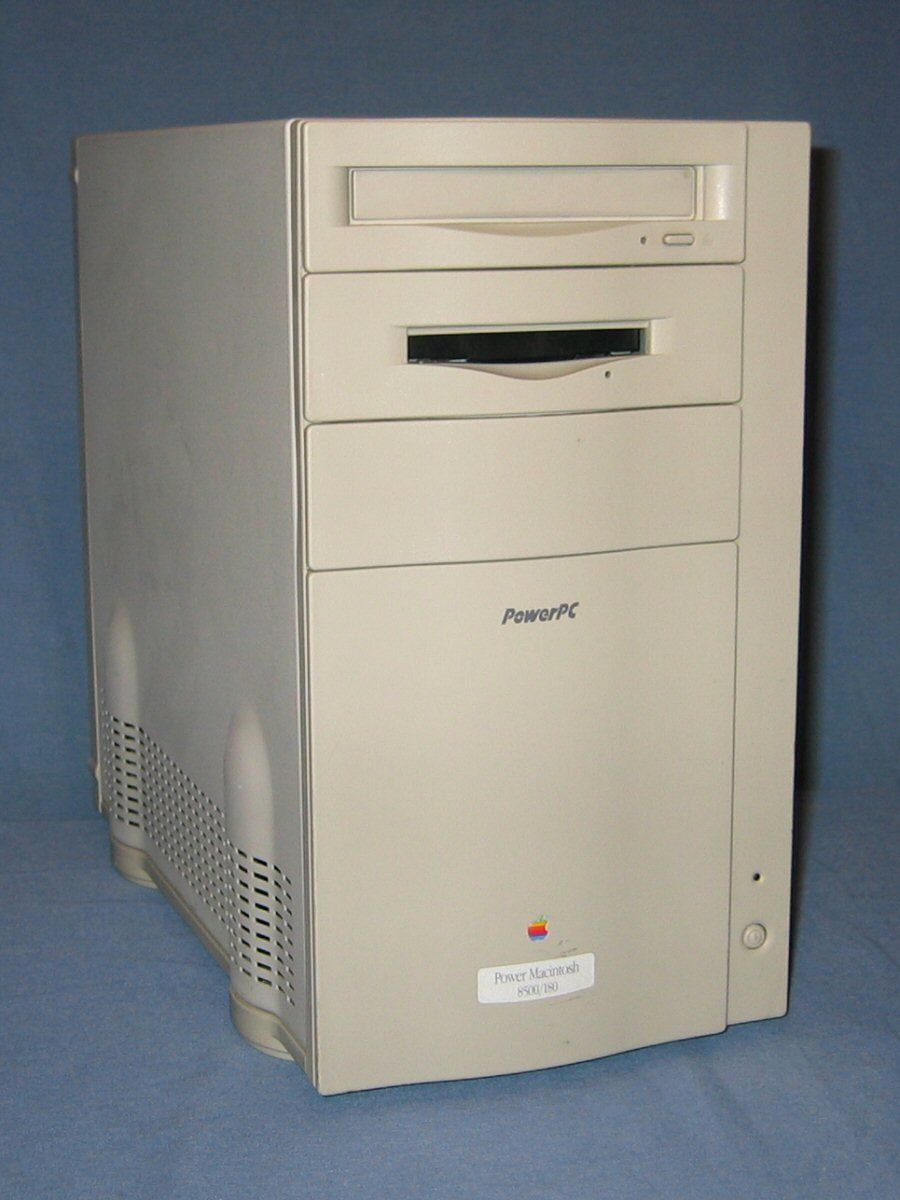
Power Macintosh 8500/180
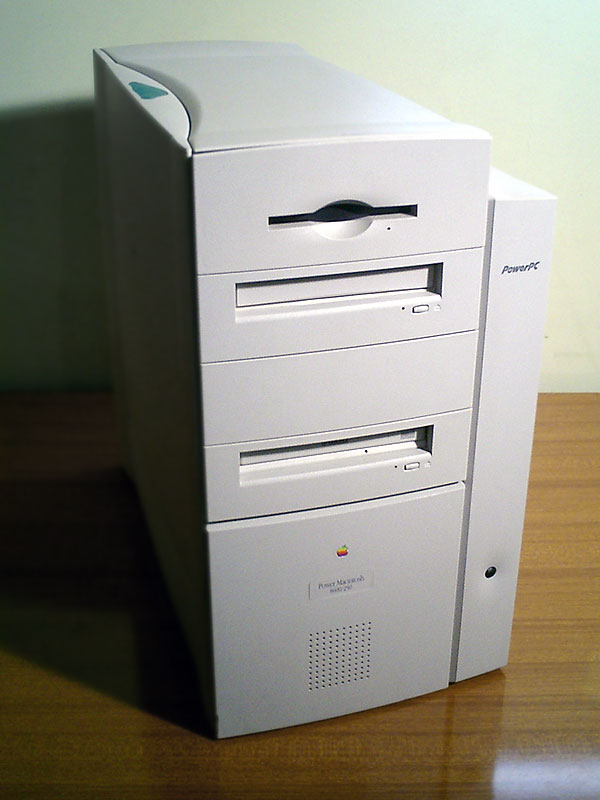
Power Macintosh 8600/250
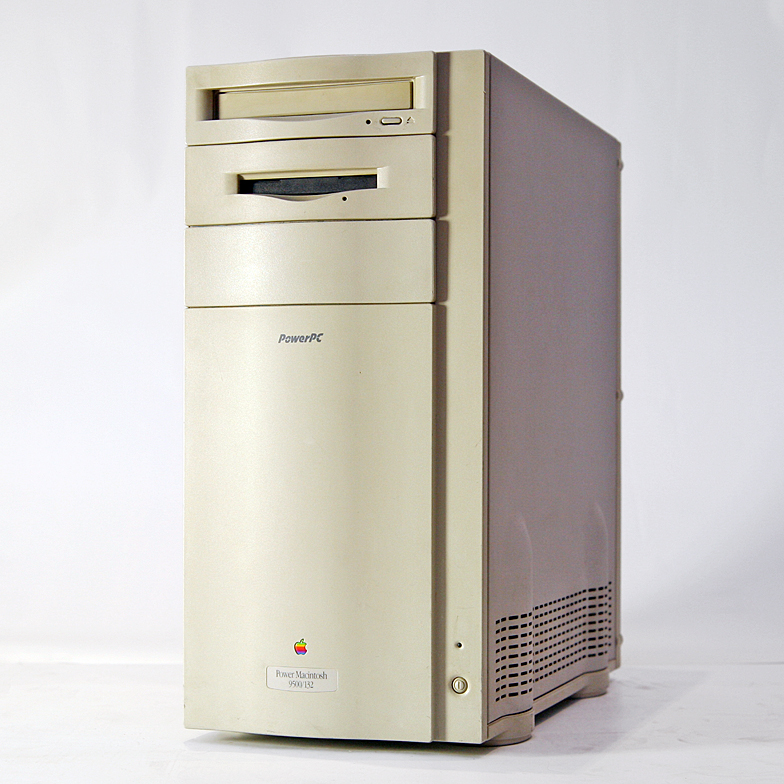
Power Macintosh  9500/132
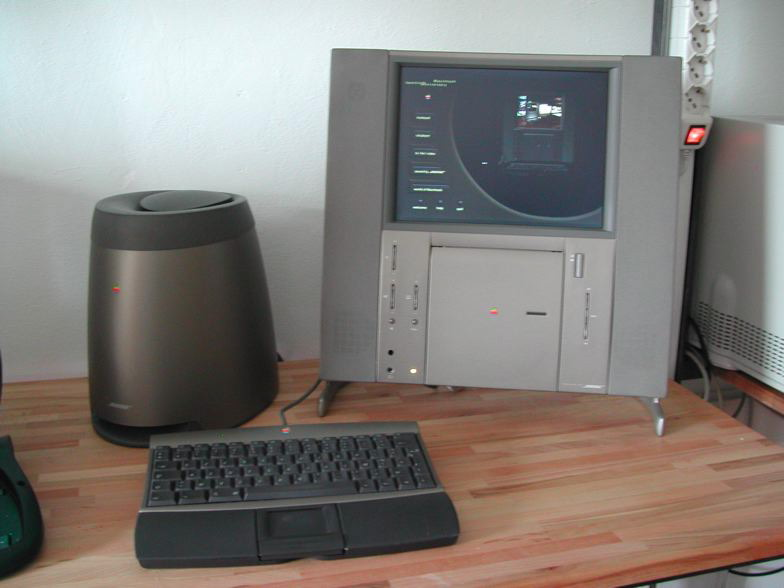
Twentieth Anniversary Macintosh

### Derde generatie (1997-1999)
Bij de introductie van de derde generatie Power Macintosh met een PowerPC G3-processor veranderde Apple de naamgeving: de naam bestond voortaan uit de generatie van de PowerPC-processor, gevolgd door de naam van de behuizing of door een typerend kenmerk van het model. De alles-in-één-modellen zouden later de iMac-productlijn worden en de modellen met compacte behuizing zouden afgesplitst worden in de Mac mini-productlijn.
De eerste serie van de Power Macintosh G3 werd nog steeds geleverd in een beige desktop-, mini tower- of alles-in-één-behuizing. Deze modellen werden verkocht met Mac OS 8 maar werden later ook officieel door Mac OS X tot en met versie 10.2 ondersteund.
Bij de tweede serie werd de naam ingekort tot Power Mac G3. Dit was de krachtigste desktop-computer van zijn tijd, verkrijgbaar met een 350 MHz of een 400 MHz processor. Door de speciale technieken die in PowerPC-processoren gebruikt worden was hij veel sneller dan bijvoorbeeld een Pentium-processor met dezelfde kloksnelheid. De Power Mac G3 is ontworpen door Jonathan Ive, die ook de iMac tekende. Voor de Power Mac G3 is dezelfde stijl gebruikt als voor de eerste iMac: semi-doorzichtig wit en blauw plastic. De eerste iMac was echter in verschillende kleuren te krijgen, de Power Mac niet. Door aan een hendel aan de achterkant en zijkant te trekken kon de computer opengeklapt worden, zodat alle onderdelen makkelijk bereikbaar zijn. Onder- en bovenaan zitten handvatten waardoor de computer makkelijk te verplaatsen is. De Power Mac had een cd-rom-lezer en optioneel kon er ook een zipdisk gemonteerd worden. Dit was bovendien het eerste New World ROM-model. De Power Mac G3 werd niet lang geproduceerd: van januari tot augustus 1999. Dit was niet omdat er problemen waren, maar omdat er een krachtigere processor was gekomen, de PowerPC G4.
- Power Macintosh G3 Desktop (1997-1998)
- Power Macintosh G3 Mini Tower (1997-1998)
- Power Macintosh G3 All-In-One (1998)
- Power Mac G3 Blue and White (1999)

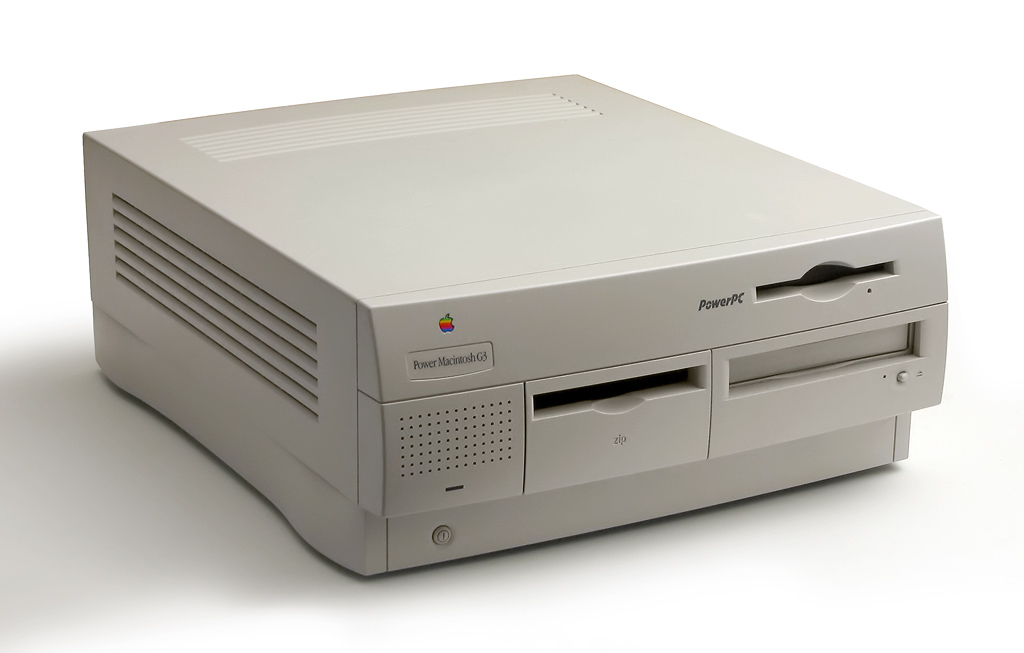
Power Macintosh G3 Desktop
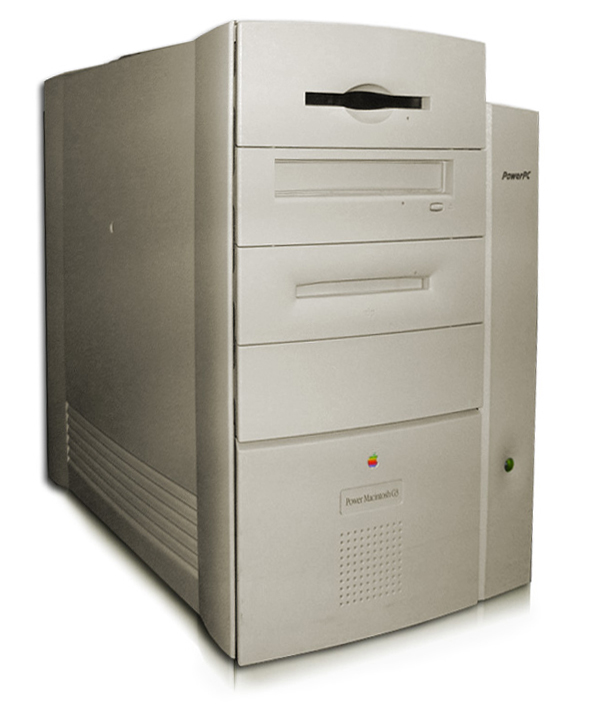
Power Macintosh G3 Mini Tower
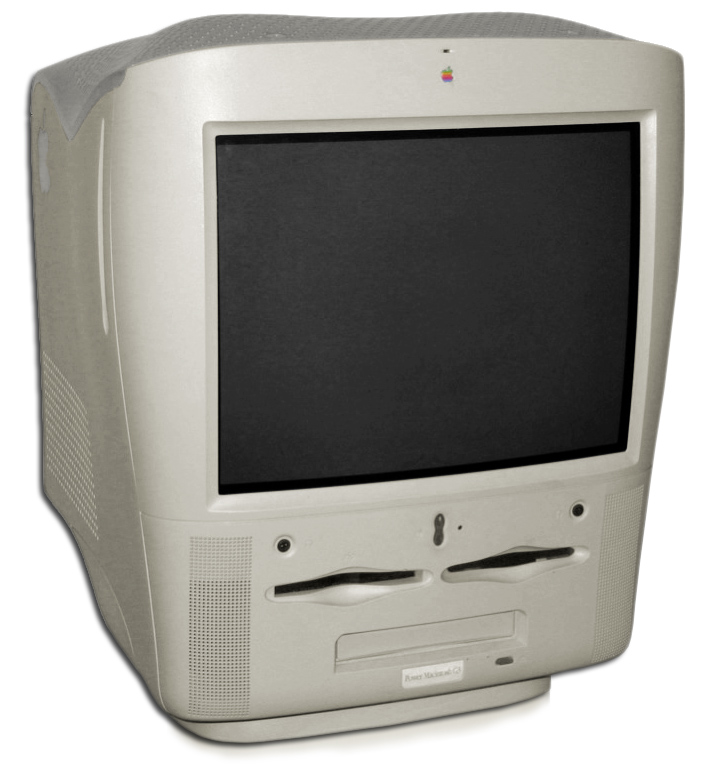
Power Macintosh G3 All-In-One
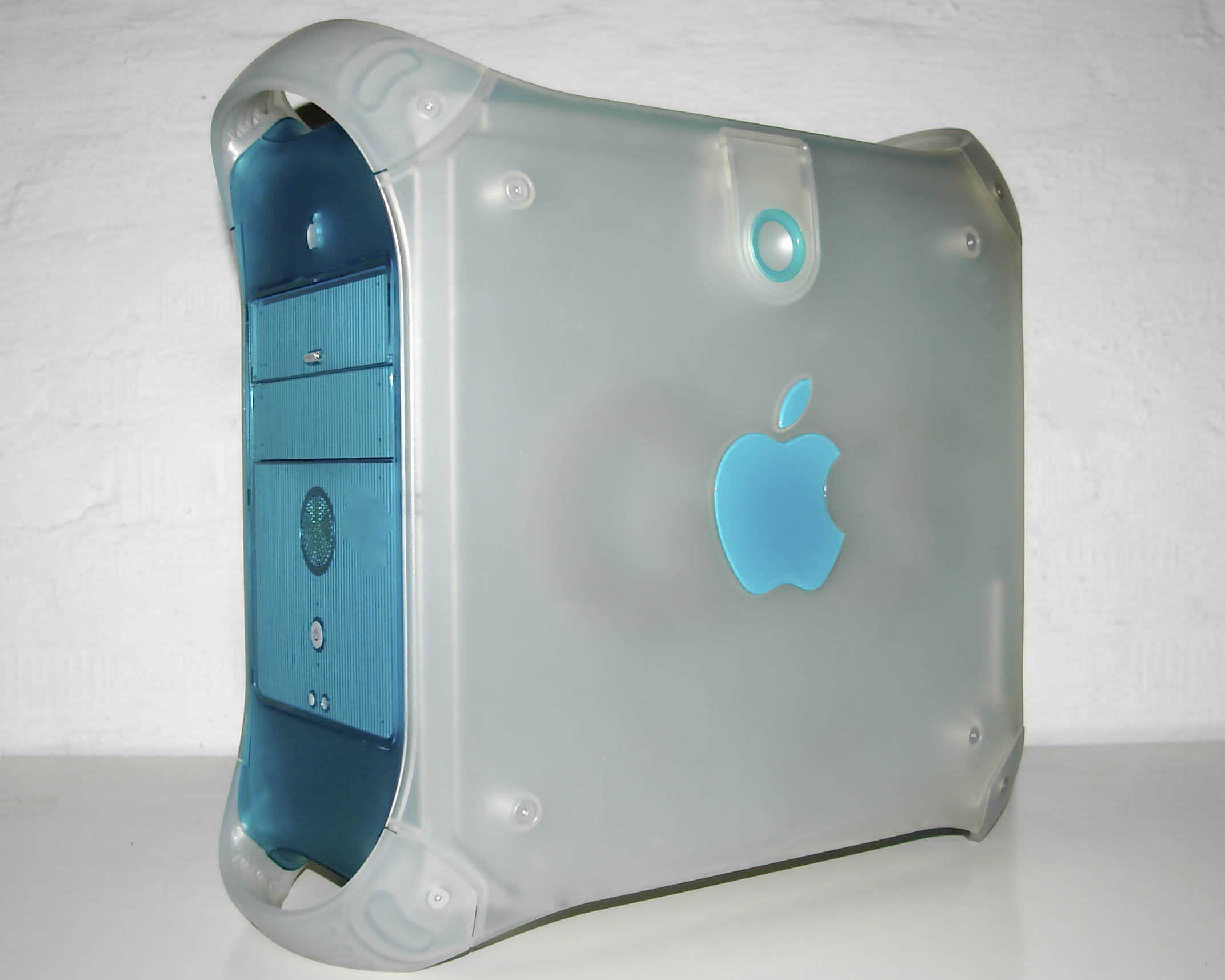
Power Mac G3 Blue and White

### Vierde generatie (1999-2004)
De vierde generatie was qua vorm identiek aan zijn voorganger, alleen de kleur was anders. In plaats van wit en blauw was de computer nu in licht en donker zilver uitgevoerd. De Power Mac G4 is op 31 augustus 1999 geïntroduceerd door Steve Jobs. Het basismodel had een 350 MHz PowerPC G4-processor. Deze processor beschikt over een Velocity Engine, een 128-bit vectorprocessor die tot 16 bewerkingen in parallel kan uitvoeren in een enkele klokcyclus, waardoor de Power Mac G4 veel sneller was dan de Power Mac G3.
De Quicksilver Power Mac G4, het vernieuwde model dat in juli 2001 geïntroduceerd werd, bood plaats aan twee cd-drives, met ondersteuning voor dvd. De versie met SuperDrive kon zelfs dvd's branden. Het was echter niet meer mogelijk om een Zip-drive te gebruiken. Ondanks de introductie van de Power Mac G5 in 2003 werd de Power Mac G4 nog tot 2004 geproduceerd. Ook is er in 2000 en 2001 een compacte kubusvormige versie van deze computer uitgebracht, de Power Mac G4 Cube.
- Power Mac G4 Graphite (1999-2001)
- Power Mac G4 Digital Audio/Quicksilver (2001-2002)
- Power Mac G4 Mirrored Drive Doors/FireWire 800 (2002-2004)
- Power Mac G4 Cube (2000-2001)

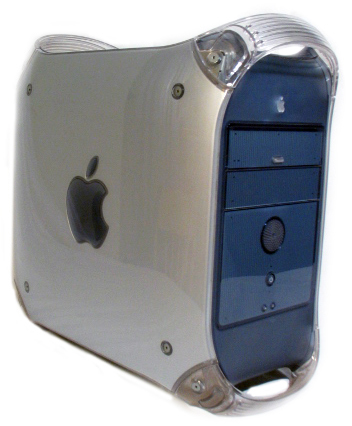
De "Graphite" Power Mac G4
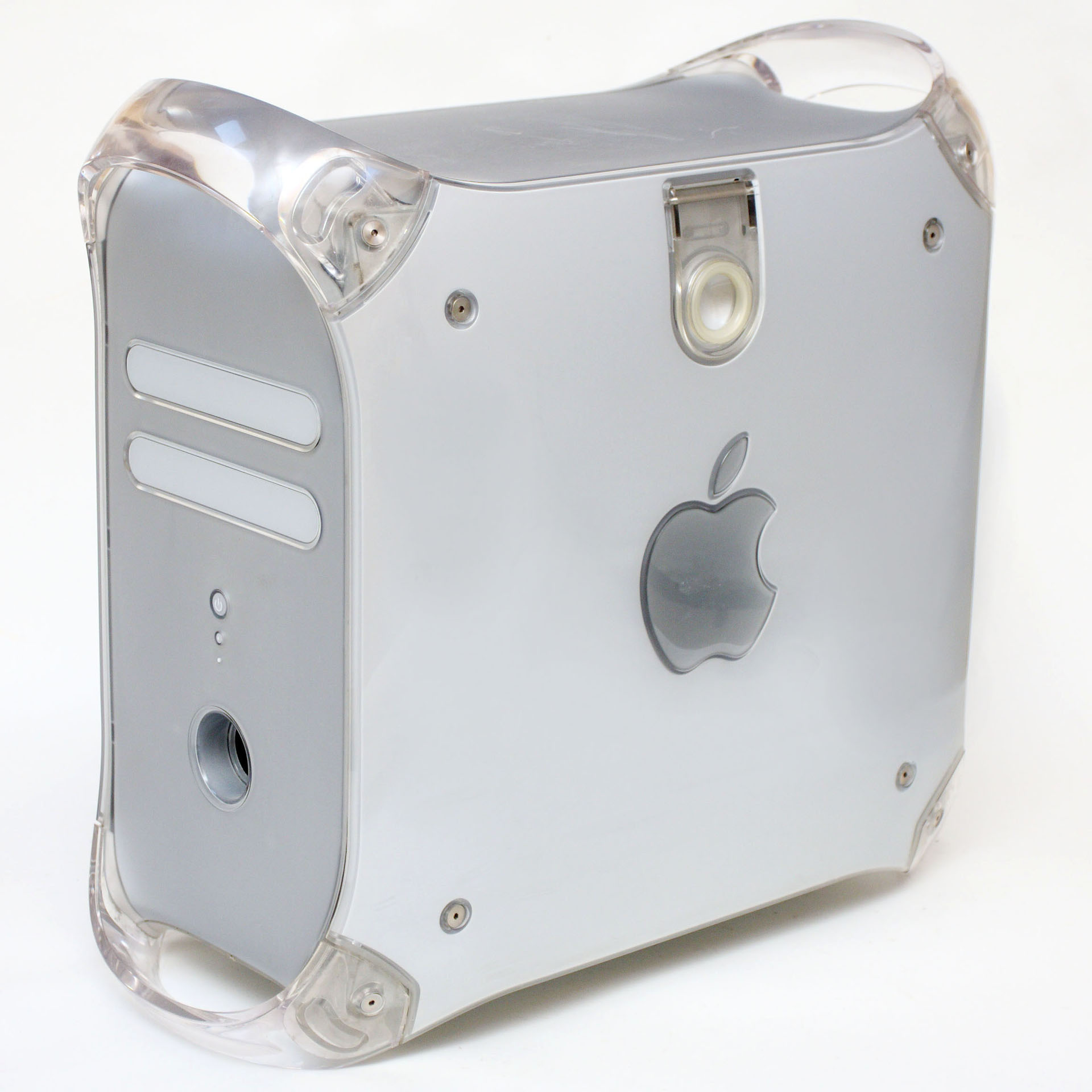
De "Quicksilver" Power Mac G4
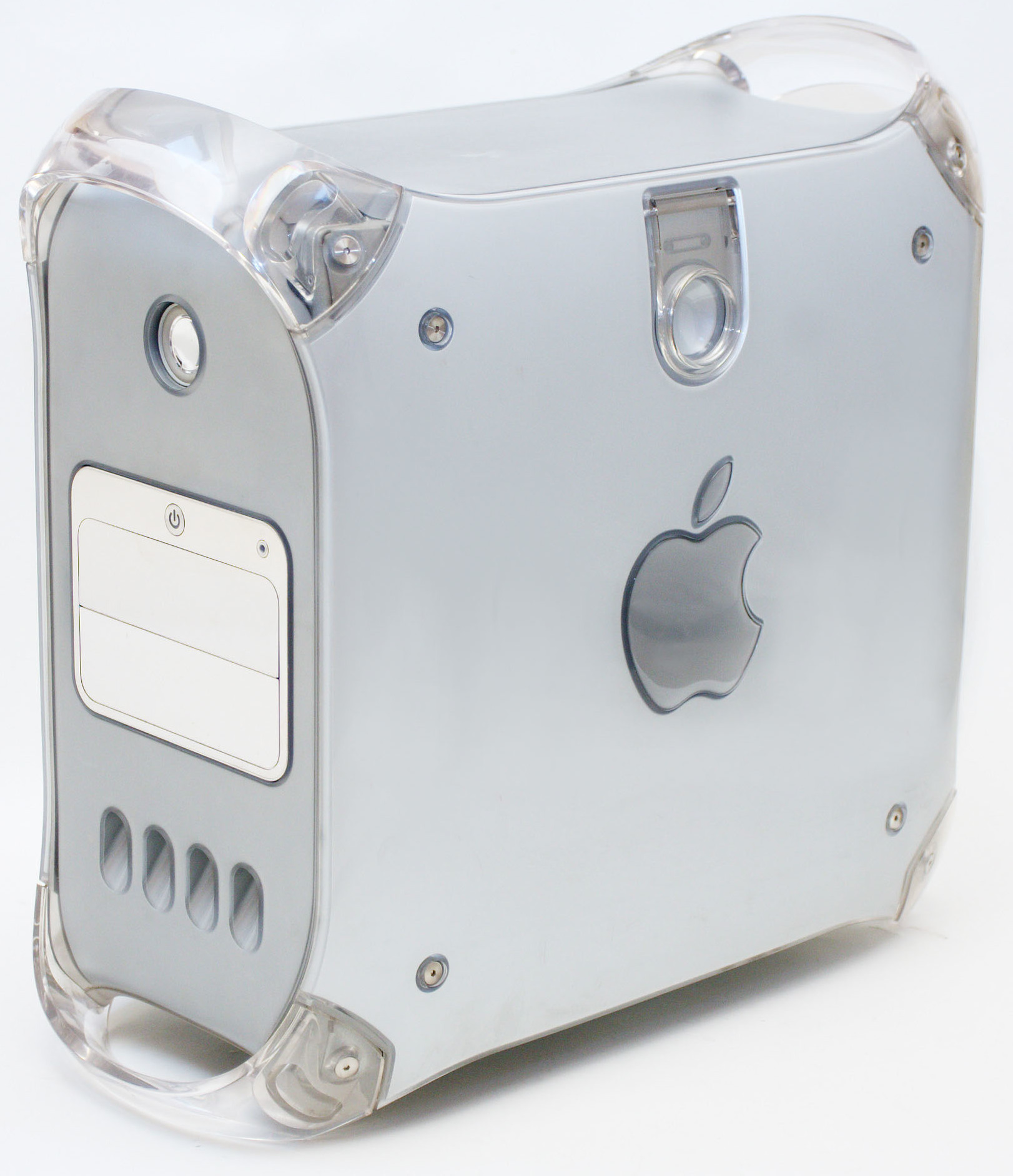
De "Mirrored Drive Doors" Power Mac G4
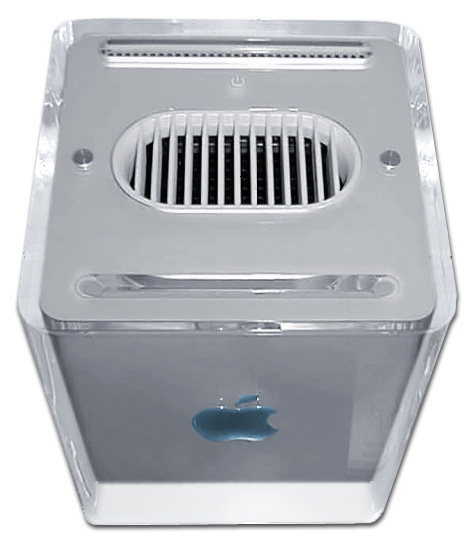
De Power Mac G4 Cube

### Vijfde generatie (2003-2006)
De Power Mac G5-serie startte met een single-core 1.6 GHz PowerPC G5-processor, daarna een single-core 1,8 GHz, een dual-core 1,8 GHz, dual-core 2,0 GHz, dual-core 2,5 GHz en een dual-core 2,7 GHz om uiteindelijk bij de dual-core 2,0 GHz, dual-core 2,3 GHz en dual dual-core (quad-core) 2,5 GHz te komen. Omdat de architectuur van PowerPC-processors verschilt van toenmalige x86-processors, zoals de Intel Pentium, is het lastig om de prestaties direct te vergelijken. Hiertoe zijn wel speciale benchmarks ontworpen.
Op de WWDC in 2005 kondigde Steve Jobs de transitie van PowerPC- naar Intel-processoren aan. Het officiële einde van de Power Macintosh-lijn kwam op de WWDC 2006, waar de Mac Pro werd voorgesteld. Het ontwerp van de behuizing van de G5 bleef behouden voor de Mac Pro en werd nog zeven jaar gebruikt, waardoor het een van de langst gebruikte ontwerpen is in de geschiedenis van Apple.
- Power Mac G5 (mid 2003)
- Power Mac G5 (mid 2004)
- Power Mac G5 (late 2004)
- Power Mac G5 (early 2005)
- Power Mac G5 (late 2005)

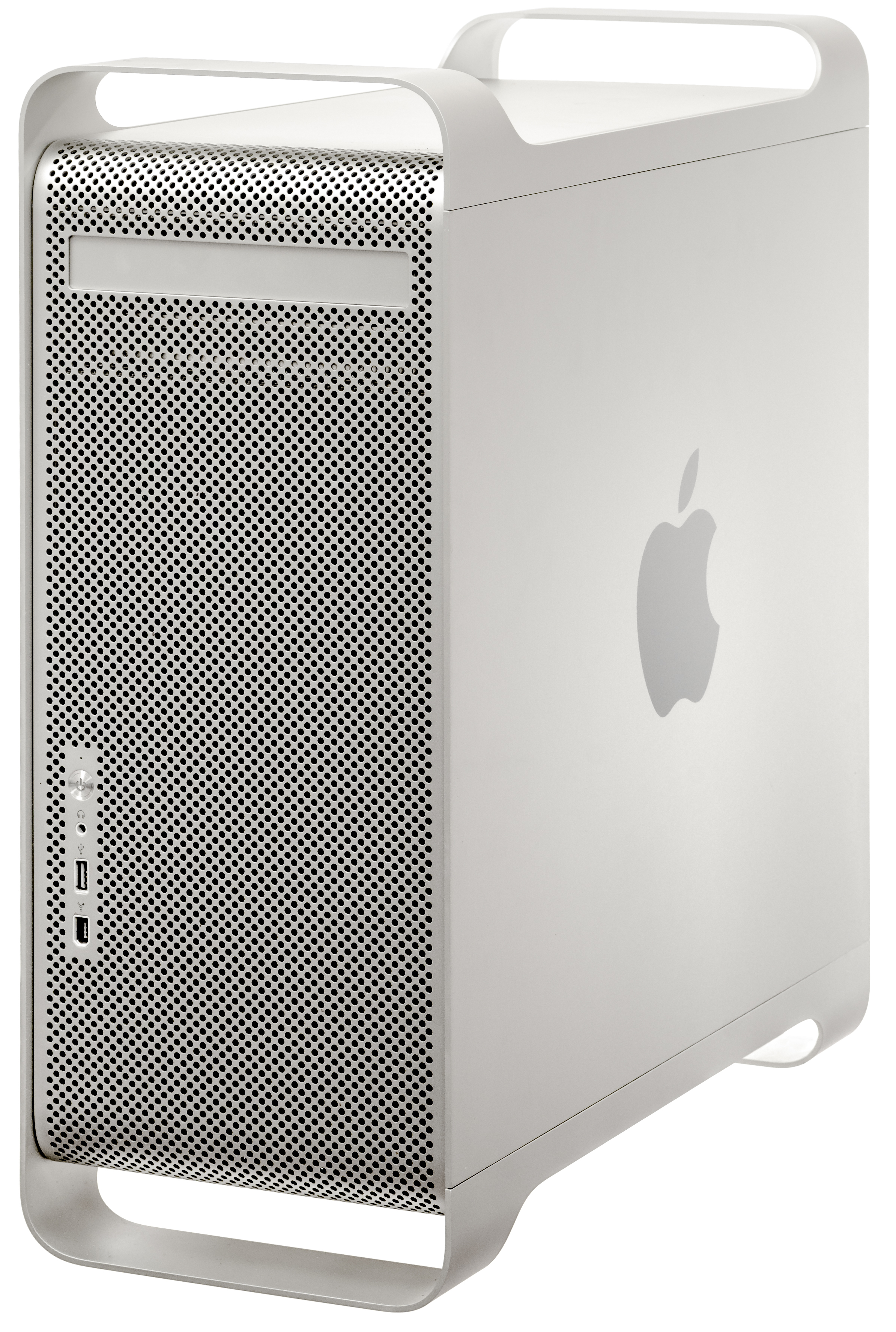
Power Mac G5
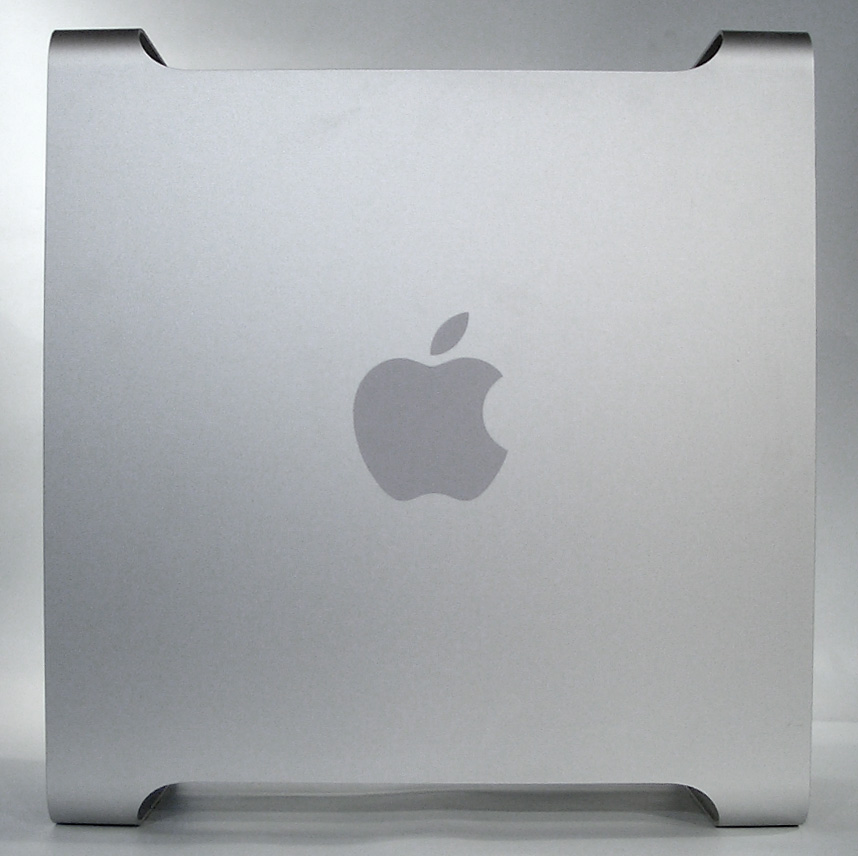
Power Mac G5, zijaanzicht
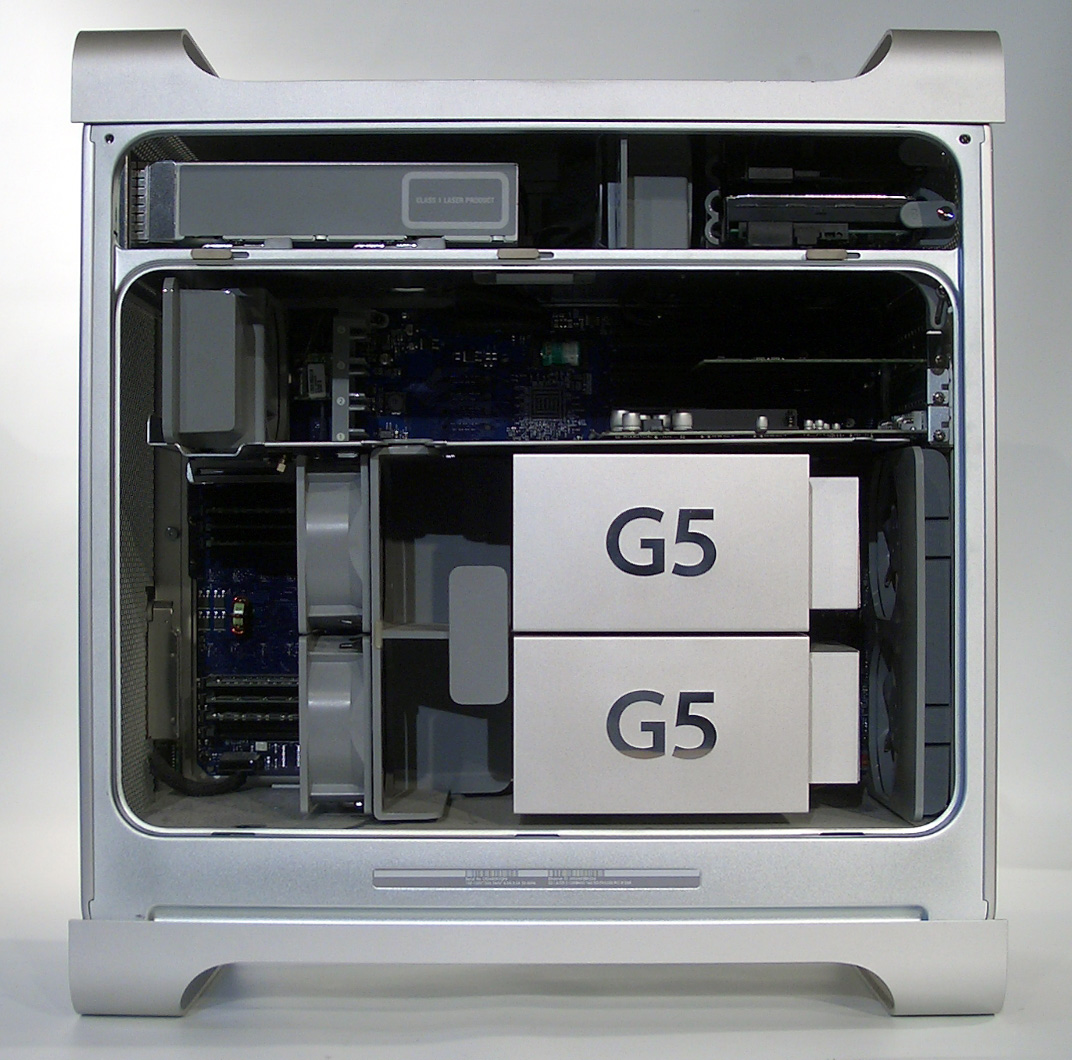
Power Mac G5, binnenkant
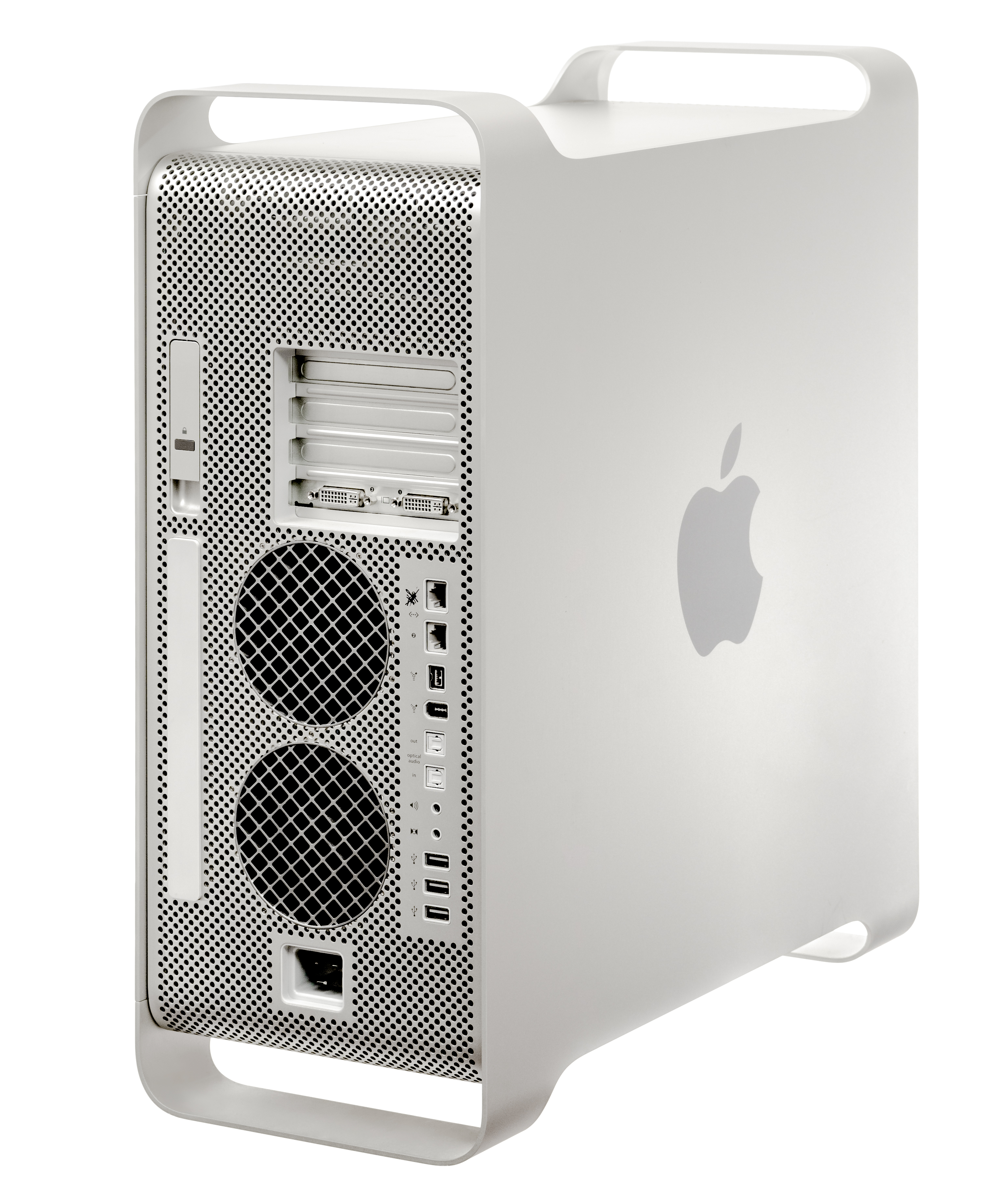
Power Mac G5, achteraanzicht

## Positionering in de markt
De merknaam Power Mac werd gebruikt voor de topmodellen van Apple met een torenbehuizing die voornamelijk gericht waren op bedrijven en professionele gebruikers, in tegenstelling  tot de compactere iMac-lijn voor thuisgebruik en de eMac-lijn voor het onderwijs. Ze waren meestal uitgerust met de nieuwste technologieën en behoorden tot de duurste desktopmodellen van Apple. Sommige Power Mac G4- en G5-modellen werden aangeboden in configuraties met twee processoren.
Voorafgaand aan de naamswijziging waren bepaalde Power Macintosh-modellen identiek aan hun goedkopere equivalenten uit de Macintosh LC- en Performa-lijnen, evenals aan de modellen uit de Apple Workgroup Server- en Macintosh Server-lijnen.
Andere Macintosh productlijnen die PowerPC-processoren gebruikten waren onder meer de PowerBook 5300 en latere modellen, de iMac, iBook, Xserve en de Apple Network Server, al was die laatste technisch gezien geen Macintosh.